# I Supermodel, Mùa 1
I Supermodel, Mùa 1 là chương trình truyền hình từ I Supermodel của Trung Quốc. Cả chương trình đã được diễn ra tại Melbourne với 14 thí sinh chung cuộc và bắt đầu phát sóng trên truyền hình vào ngày 21 tháng 3 năm 2015.
Người chiến thắng trong cuộc thi là Khang Thiến Văn (được biết đến nhiều hơn như Kiki), 25 tuổi từ Tứ Xuyên.

## Các thí sinh
(Tuổi tính từ ngày dự thi)
| Đội      | Thí sinh | Thí sinh               | Tuổi | Chiều cao               | Quê quán    | Bị loại ở | Hạng               |
| -------- | -------- | ---------------------- | ---- | ----------------------- | ----------- | --------- | ------------------ |
| Qi Qi    | 刘雁红   | Lưu Nhạn Hồng          | 20   | 1,76 m (5 ft 9+1⁄2 in)  | Nội Mông    | Tập 2     | 14                 |
| Jin Xing | 郑诗慧   | Trịnh Thi Tuệ          | 23   | 1,76 m (5 ft 9+1⁄2 in)  | Thượng Hải  | Tập 4     | 13                 |
| Qi Qi    | 钟鹿纯   | Chung Lộc Thuần        | 24   | 1,78 m (5 ft 10 in)     | Bắc Kinh    | Tập 5     | 12 (dừng cuộc thi) |
| Jin Xing | 蔡慧     | Thái Tuệ               | 27   | 1,74 m (5 ft 8+1⁄2 in)  | Chiết Giang | Tập 5     | 11                 |
| Jin Xing | 崔楠     | Thôi Nam "Linda"       | 25   | 1,78 m (5 ft 10 in)     | Seychelles  | Tập 6     | 10                 |
| Jin Xing | 董蕾     | Đổng Lôi               | 20   | 1,82 m (5 ft 11+1⁄2 in) | An Huy      | Tập 7     | 9                  |
| Qi Qi    | 杨朵兰   | Dương Đóa Lan          | 20   | 1,78 m (5 ft 10 in)     | Nội Mông    | Tập 8     | 8-7                |
| Qi Qi    | 任睿     | Nhâm Duệ               | 20   | 1,80 m (5 ft 11 in)     | Trùng Khánh | Tập 8     | 8-7                |
| Qi Qi    | 张昊玥   | Trương Hạo Nguyệt      | 19   | 1,74 m (5 ft 8+1⁄2 in)  | Sơn Đông    | Tập 9     | 6                  |
| Jin Xing | 顾艾嘉   | Cố Ngải Gia            | 18   | 1,82 m (5 ft 11+1⁄2 in) | Giang Tô    | Tập 10    | 5                  |
| Jin Xing | 陈曦     | Trân Hi                | 21   | 1,81 m (5 ft 11+1⁄2 in) | Sơn Tây     | Tập 11    | 4                  |
| Jin Xing | 姚雪飞   | Diêu Tuyết Phi         | 21   | 1,77 m (5 ft 9+1⁄2 in)  | An Huy      | Tập 12    | 3                  |
| Qi Qi    | 杨柳     | Dương Liễu             | 19   | 1,77 m (5 ft 9+1⁄2 in)  | Tứ Xuyên    | Tập 12    | 2                  |
| Qi Qi    | 康倩雯   | Khang Thiến Văn "Kiki" | 25   | 1,80 m (5 ft 11 in)     | Tứ Xuyên    | Tập 12    | 1                  |

## Thứ tự gọi tên
| 1  | Kiki       | Duệ        | Duệ        | Kiki       | Kiki       | Duệ        | Kiki       | Ngải Gia    | Kiki       | Kiki      | Kiki      | Kiki      |  |  |  |  |  |  |  |  |  |
| 2  | Hi         | Linda      | Kiki       | Tuyết Phi  | Tuyết Phi  | Tuyết Phi  | Tuyết Phi  | Liễu        | Ngải Gia   | Tuyết Phi | Liễu      | Liễu      |  |  |  |  |  |  |  |  |  |
| 3  | Liễu       | Lộc Thuần  | Liễu       | Hạo Nguyệt | Đóa Lan    | Kiki       | Hạo Nguyệt | Tuyết Phi   | Tuyết Phi  | Liễu      | Tuyết Phi | Tuyết Phi |  |  |  |  |  |  |  |  |  |
| 4  | Tuyết Phi  | Tuệ        | Hạo Nguyệt | Tuệ        | Hi         | Hi         | Hi         | Hi          | Liễu       | Hi        | Hi        |           |  |  |  |  |  |  |  |  |  |
| 5  | Đóa Lan    | Đóa Lan    | Lộc Thuần  | Duệ        | Liễu       | Đóa Lan    | Đóa Lan    | Kiki        | Hi         | Ngải Gia  |           |           |  |  |  |  |  |  |  |  |  |
| 6  | Ngải Gia   | Hi         | Đóa Lan    | Lôi        | Linda      | Liễu       | Ngải Gia   | Hạo Nguyệt  | Hạo Nguyệt |           |           |           |  |  |  |  |  |  |  |  |  |
| 7  | Duệ        | Kiki       | Hi         | Đóa Lan    | Duệ        | Hạo Nguyệt | Liễu       | Duệ Đóa Lan |            |           |           |           |  |  |  |  |  |  |  |  |  |
| 8  | Linda      | Ngải Gia   | Lôi        | Linda      | Lôi        | Lôi        | Duệ        | Duệ Đóa Lan |            |           |           |           |  |  |  |  |  |  |  |  |  |
| 9  | Hạo Nguyệt | Hạo Nguyệt | Tuyết Phi  | Lộc Thuần  | Hạo Nguyệt | Ngải Gia   | Lôi        |             |            |           |           |           |  |  |  |  |  |  |  |  |  |
| 10 | Lôi        | Tuyết Phi  | Tuệ        | Hi         | Tuệ        | Linda      |            |             |            |           |           |           |  |  |  |  |  |  |  |  |  |
| 11 | Lộc Thuần  | Liễu       | Linda      | Liễu       | Lộc Thuần  |            |            |             |            |           |           |           |  |  |  |  |  |  |  |  |  |
| 12 | Thi Tuệ    | Lôi        | Thi Tuệ    | Thi Tuệ    |            |            |            |             |            |           |           |           |  |  |  |  |  |  |  |  |  |
| 13 | Nhạn Hồng  | Thi Tuệ    | Ngải Gia   |            |            |            |            |             |            |           |           |           |  |  |  |  |  |  |  |  |  |
| 14 | Tuệ        | Nhạn Hồng  |            |            |            |            |            |             |            |           |           |           |  |  |  |  |  |  |  |  |  |

     Thí sinh giành được bức ảnh của tuần
     Thí sinh dừng cuộc thi
     Thí sinh bị loại
     Thí sinh chiến thắng cuộc thi
- Trong tập 1, không có buổi loại trừ. Các thí sinh được chia vào đội của họ.
- Trong tập 5, Lộc Thuần dừng cuộc thi sau khi không đồng ý với kết quả của thử thách.
- Trong tập 6, Ngải Gia trở lại cuộc thi.

### Buổi chụp hình
- Tập 1: Diện mạo mới; Tôi là ai
- Tập 2: Cao bồi miền Tây theo cặp
- Tập 3: Cô dâu trên đồng hoang
- Tập 4: Khỏa thân với túi xách
- Tập 5: Vui vẻ trong kì nghỉ
- Tập 6: Tạo dáng ở nhà mini ở Brighton
- Tập 7: Những kiểu tạo dáng táo bạo
- Tập 8: Phong cách đồng quê
- Tập 9: Ngày quốc khánh của nước Úc
- Tập 10: Áo tắm gợi cảm trên bãi biển
- Tập 11: Trang phục thổ dân trên thảo nguyên
- Tập 12: Thời trang cao cấp